# 加藤幸雄 (裁判官)
加藤 幸雄（かとう ゆきお、1950年12月18日 - ）は、日本の裁判官、弁護士。名古屋家庭裁判所長や、名古屋高等裁判所部総括判事、名古屋地方裁判所長等を歴任した。瑞宝重光章受章。

## 人物・経歴
名古屋大学法学部卒業。名古屋大学大学院法学研究科修了、法学修士。1977年名古屋地方裁判所判事補。1980年神戸地方裁判所姫路支部判事補。1983年東京地方裁判所八王子支部判事補。1986年名古屋地方裁判所判事補。1986年名古屋地方裁判所判事。1989年金沢地方裁判所判事。1992年司法研修所教官。1996年名古屋高等裁判所判事。1997年名古屋高等裁判所事務局長。2001年名古屋地方裁判所部総括判事。2007年那覇家庭裁判所長。2008年金沢地方裁判所長。2011年名古屋家庭裁判所長。2012年名古屋高等裁判所部総括判事。2013年名古屋地方裁判所長。2016年愛知県弁護士会弁護士登録、片岡法律事務所客員弁護士。2024年春の叙勲で瑞宝重光章受章。